# الحب كله
الحب كله هي أغنية مصرية غنتها أم كلثوم عام 1971. الأغنية من كلمات أحمد شفيق كامل، وتلحين بليغ حمدي.